# Vanilla carinata
Vanilla carinata é uma espécie de orquídea de hábito escandente e crescimento reptante que possivelmente existe no Brasil. São plantas clorofiladas de raízes aéreas; sementes crustosas, sem asas; e inflorescências de flores de cores pálidas que nascem em sucessão, de racemos laterais.
Trata-se de espécie sobre a qual não se tem muitas informações.